# Fernando Álvares de Andrade

Armas de Fernando Álvares de Andrade.

Fernando Álvares de Andrade foi um fidalgo e administrador colonial português, tendo sido o primeiro donatário da Capitania do Maranhão.
A fim de colonizar o litoral brasileiro, associou-se aos também donatários João de Barros, feitor da Casa da Índia, e Aires da Cunha, mas fracassou após o naufrágio de sua armada nos baixios do Maranhão em 1536. Investiu na lavoura de cana-de-açúcar nos Ilhéus, mas seus engenhos foram arrasados pelos aimorés.
Dele escreveria Varnhagen: "Fernando Álvares de Andrade, do conselho do rei, era então tesoureiro-mor do Reino. Enquanto viveu, diz-nos o conde da Castanheira, foi solicitador acérrimo em favor de providências a bem do Brasil".